# Фейзі Алізоті
Фейзі-бей Алізоті (алб. Fejzi bej Alizoti; 22 вересня 1874, Гірокастра — 14 квітня 1945, Тирана) — албанський політичний діяч, тимчасовий голова Албанського уряду у 1914 році.
Алізоті був міністром фінансів Албанії у 1918—1920 роках, 1927 році й під час італійської окупації в уряді Шефкета Верладжі у 1939—1940 роках.